# إدموند باري غيثر
إدموند باري غيثر (بالإنجليزية: Edmund Barry Gaither)‏ هو أمين متحف أمريكي، ولد في 1944 في غريت فالس في الولايات المتحدة.